# كريستيان يورك
كريستيان يورك (بالإنجليزية: Christian York)‏ هو مصارع محترف أمريكي، ولد في 13 أبريل 1977 في بالتيمور في الولايات المتحدة.

## وصلات خارجية
- كريستيان يورك على موقع CageMatch worker (الإنجليزية)
- كريستيان يورك على موقع قاعدة بيانات المصارعة على الإنترنت (الإنجليزية)

- كريستيان يورك على موقع IMDb (الإنجليزية)
- كريستيان يورك على موقع قاعدة بيانات الفيلم (الإنجليزية)